# 阿維拉 (阿肯色州)
阿維拉（英語：Avilla）是位於美國阿肯色州薩林縣的一個人口普查指定地區。

## 地理
阿維拉的座標為34°40′57″N 92°35′07″W / 34.68250°N 92.58528°W，而該地最高點為海拔高度154米（即505英尺）。

## 人口
根據2010年美國人口普查的數據，阿維拉的面積為15.20平方千米，當中陸地面積為15.16平方千米，而水域面積為0.04平方千米。當地共有人口2038人，而人口密度為每平方千米134人。